# Edouard Sinayobye
Edouard Sinayobye (ur. 20 kwietnia 1966 w Gisagara) – rwandyjski duchowny katolicki, biskup Cyangugu od 2021.

## Życiorys
Święcenia kapłańskie otrzymał 12 sierpnia 2000 i został inkardynowany do diecezji Butare. Był m.in. dyrektorem kurialnej komisji ds. sprawiedliwości i pokoju, ekonomem diecezjalnym oraz rektorem części propedeutycznej diecezjalnego seminarium.
6 lutego 2021 papież Franciszek mianował go ordynariuszem diecezji Cyangugu. Sakry biskupiej udzielił mu 25 marca 2021 biskup Philippe Rukamba.